# Mezzo respiro
Mezzo respiro è il terzo album in studio del gruppo musicale italiano Dear Jack, pubblicato il 12 febbraio 2016 dalla Baraonda Edizioni Musicali.

## Descrizione
Anticipato dal singolo omonimo, presentato dai Dear Jack al Festival di Sanremo 2016, si tratta dell'unica pubblicazione del gruppo insieme al cantante Leiner Riflessi, subentrato a Alessio Bernabei, e presenta otto brani inediti, a cui si aggiungono le reinterpretazioni di Oro di Mango e Un bacio a mezzanotte del Quartetto Cetra e tre nuove versioni di altrettanti brani originariamente pubblicati in Domani è un altro film (seconda parte).

## Tracce
1. La storia infinita – 3:28
2. Guerra personale – 3:36
3. Mezzo respiro – 3:19
4. Oro – 2:48 – originariamente interpretata da Mango
5. Io e te – 3:20
6. Ossessione – 3:09
7. Non è solo un piccolo particolare – 3:22
8. Amore e veleno – 3:11
9. The Best Time – 3:42
10. Un bacio a mezzanotte – 3:09 – originariamente interpretata dal Quartetto Cetra
11. Uno sbaglio insieme (New Version) – 3:06
12. Ora o mai più (New Version) – 3:23
13. Le strade del mio tempo (New Version) – 3:34

## Formazione
- Leiner Riflessi – voce
- Francesco Pierozzi – chitarra elettrica, chitarra acustica
- Lorenzo Cantarini – chitarra elettrica, voce
- Alessandro Presti – basso
- Riccardo Ruiu – batteria

## Classifiche
| Classifica (2016) | Posizione massima |
| ----------------- | ----------------- |
| Italia            | 17                |